# S/S Kronprinsesse Märtha

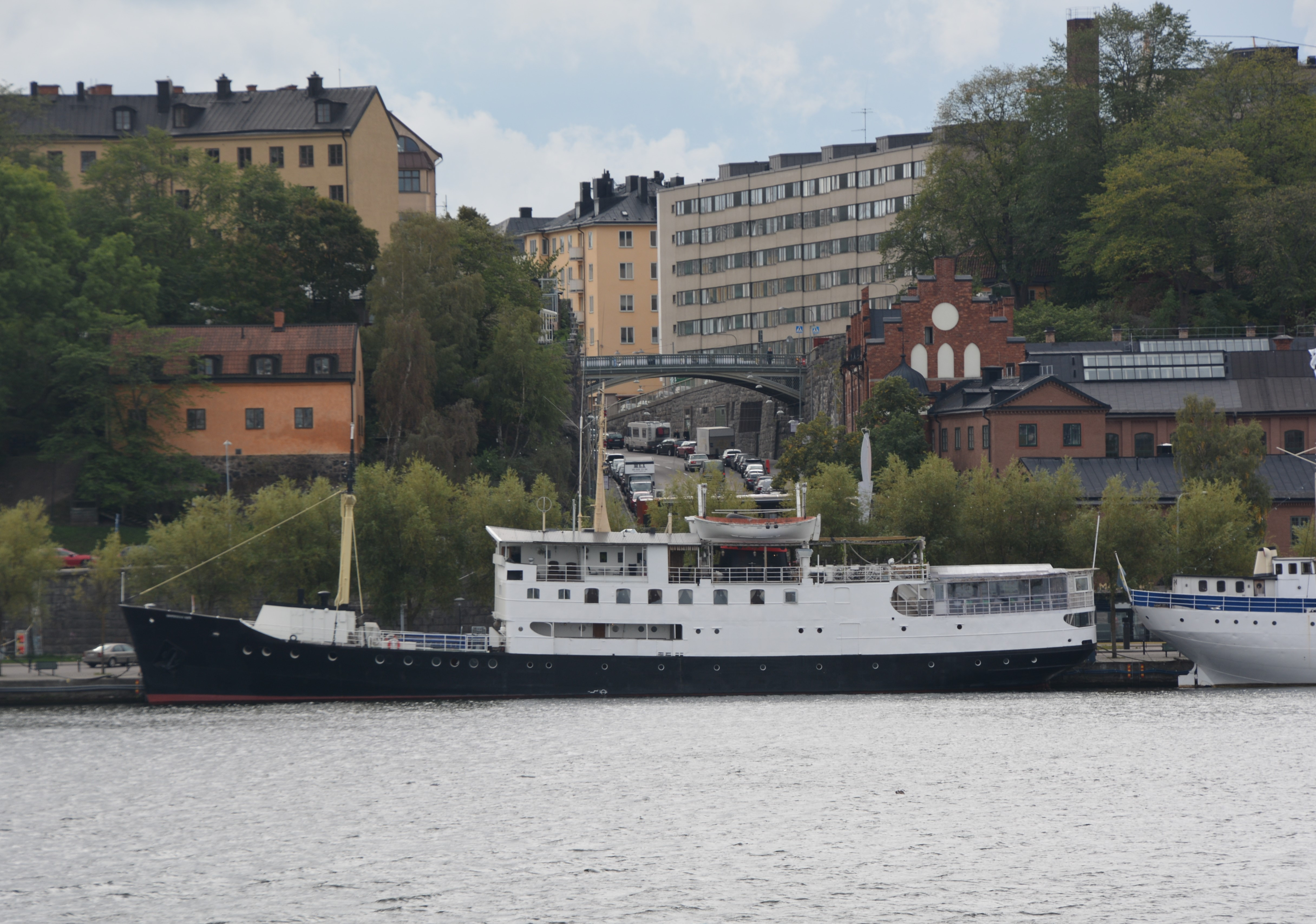
Hotell Kronprinsesse Martha vid kaj på Söder Mälarstrand i Stockholm. I bakgrunden Torkel Knutssonsgatan

S/S Kronprinsesse Märtha är ett tidigare norskt kombinerat last- och passagerarfartyg, som byggdes 1929 på Werft Danzig i Danzig, nuvarande Gdansk i Polen. Idag är hon Restaurang, bar och rooftop, samt event-lokal under namnet M/S Kronprinsesse Martha vid Söder Mälarstrand i Stockholm.
Kronprinsesse Märtha levererades i juni 1929 till Det Stavangerske Dampskibsselskab A/S och sattes då in på rutten Sandnes – Stavanger – Bergen. Hon döptes 1942 om till Ryfylke efter tryck av den tyska ockupationsmakten. I maj 1945 återfick hon sitt ursprungliga namn.
År 1949 byttes ångmaskineriet ut mot dieselmaskineri. Hon fortsatte segla på rutterna Bergen – Oslo och Stavanger – Oslo fram till augusti 1974. Därefter såldes hon till Nika Invest A/S och tjänstgjorde som logements- och förrådsfartyg i olika hamnar till 1979, då hon såldes till ett tyskägt företag i Panama och döptes om till Sport Rover. Sedan företaget hamnat i ekonomiska svårigheter återvände fartyget till Europa och låg upplagd under fem år i Nederländerna. Efter ett antal senare ägarskiften, namnbyten och utnyttjande som logifartyg köptes hon 2000 av Loginn Hotel AB i Stockholm. Hon har därefter varit hotellfartyg i Stockholm från 2001